# Rednex
Rednex é uma banda country da Suécia. Eles fizeram um hit internacional com a canção "Cotton Eye Joe", em 1994. Embora extremamente populares nos Países Baixos, Áustria, e mais especificamente, Suécia – pontuar esses hits como "Old Pop in an Oak" e "Wish You Were Here", " Cotton Eye Joe" permanece o único hit nos Estados Unidos.

## História
Rednex foi inicialmente uma ideia de produtores Janne Ericsson, Örjan "Oban" Öberg, e Pat Reiniz, que decidiram tentar a mistura de música eurodance com country. O nome "Rednex" foi escolhida como uma deliberada mis-grafia da palavra "rednecks". Eles retrabalharam uma tradicional canção popular "Cotton-Eyed Joe" em uma música e dança é liberada em 1994, com enorme sucesso mundial. Cotton Eye Joe Country House a música começou uma mania que durou alguns anos depois.
A estreia do álbum intitulado "Sex & Violins" seguido do hit único Cotton Eye Joe, Rednex, ultrapassou uma pontuação outros hits na Europa a partir desse álbum (nomeadamente o up-tempo "Old Pop In An Oak" e a balada "Wish You Were Here"). No entanto, o "Cotton Eye Joe" continua sua única da UE atingidos a partir de 2006 (# 25 na Billboard gráficos de Março de 1995).
Um acompanhamento álbum intitulado Fazenda Out foi lançado em 2000 e encontrou algum sucesso na Europa. O seu single "The Spirit of the Hawk" foi o maior sucesso, encontrar em especial Popularidade Alemanha.
Em 2001, o single "The Chase" foi lançado, gráficos, na Alemanha, Suíça e, mais ganhou posição num top 30 na Áustria, e mais tarde com o lançamento da Cotton-Eye Joe 2002. Em 2003, um Greatest Hits álbum foi lançado intitulado O Melhor do Ocidente.  Continha uma seleção dos acessos acima mencionados (como versões originais), bem como o novo material co-escrito e gravado pela cantora "Scarlet".

## Discografia

### Álbuns
| Ano  | Álbum           | Suécia | Áustria | Bélgica | Finlândia | Países Baixos | Nova Zelândia | Noruega | Suíça |
| ---- | --------------- | ------ | ------- | ------- | --------- | ------------- | ------------- | ------- | ----- |
| 1995 | "Sex & Violins" | 3      | 2       | 20      | 14        | 27            | 21            | 2       | 1     |
| 2000 | "Farm Out"      | 60     | 34      | -       | -         | -             | -             | -       | 16    |

### Compilações
- The Best of the West (2003)

### Singles
| Year | Single                              | Suécia | Austrália | Áustria | Bélgica | Finlândia | França | Alemanha | Países Baixos | Nova Zelândia | Noruega | Suíça | Europa | UK | U.S. Hot 100 |
| ---- | ----------------------------------- | ------ | --------- | ------- | ------- | --------- | ------ | -------- | ------------- | ------------- | ------- | ----- | ------ | -- | ------------ |
| 1994 | "Cotton Eye Joe"                    | 1      | 8         | 1       | -       | -         | 10     | 1        | 1             | 1             | 1       | 1     | -      | 1  | 25           |
| 1994 | "Old Pop in an Oak"                 | 1      | -         | 1       | 32      | -         | 50     | 2        | 11            | 7             | 1       | 2     | -      | 12 | -            |
| 1995 | "Wish You Were Here"                | 3      | -         | 1       | 25      | -         | -      | 1        | 26            | -             | 1       | 1     | -      | -  | -            |
| 1995 | "Wild 'N Free"                      | 37     | -         | 12      | -       | 11        | -      | 18       | -             | -             | -       | 24    | -      | 55 | -            |
| 1995 | "Rolling Home"                      | 32     | -         | 18      | -       | -         | -      | -        | -             | -             | -       | -     | -      | -  | -            |
| 1997 | "Riding Alone"                      | -      | -         | -       | -       | -         | -      | -        | -             | -             | -       | -     | -      | -  | -            |
| 1999 | "The Way I Mate"                    | 7      | -         | 22      | -       | -         | -      | -        | 58            | -             | -       | 37    | -      | -  | -            |
| 2000 | "The Spirit of the Hawk"            | 10     | -         | 1       | -       | -         | -      | 1        | 78            | -             | -       | 3     | -      | -  | -            |
| 2000 | "Hold Me for a While"               | -      | -         | 16      | -       | -         | -      | -        | -             | -             | -       | 19    | -      | -  | -            |
| 2001 | "The Chase"                         | -      | -         | 44      | -       | -         | -      | -        | -             | -             | -       | 54    | -      | -  | -            |
| 2002 | "Cotton Eye Joe 2002"               | -      | -         | 32      | -       | -         | -      | -        | -             | -             | -       | -     | -      | -  | -            |
| 2006 | "Mama Take Me Home"                 | 3      | -         | -       | -       | -         | -      | -        | -             | -             | -       | -     | -      | -  | -            |
| 2006 | "Fe Fi (The Old Man Died)"          | 4      | -         | -       | -       | -         | -      | -        | -             | -             | -       | -     | 61     | -  | -            |
| 2007 | "Well-O-Wee" feat. Ro-Mania         | -      | -         | -       | -       | -         | -      | -        | -             | -             | -       | -     | -      | -  | -            |
| 2007 | "Anyway You Want Me"                | 8      | -         | -       | -       | -         | -      | -        | -             | -             | -       | -     | -      | -  | -            |
| 2007 | "Looking for a Star"                | 4      | -         | -       | -       | -         | -      | -        | -             | -             | -       | -     | -      | -  | -            |
| 2008 | "Railroad, Railroad" feat. Ro-Mania | -      | -         | -       | -       | -         | -      | -        | -             | -             | -       | -     | -      | -  | -            |
| 2008 | "Football Is Our Religion"          | 1      | -         | -       | -       | -         | -      | -        | -             | -             | -       | -     | -      | -  | -            |
| 2009 | "Devil's On The Loose"              | -      | -         | -       | -       | -         | -      | -        | -             | -             | -       | -     | -      | -  | -            |